# 涅爾利河畔代禱教堂

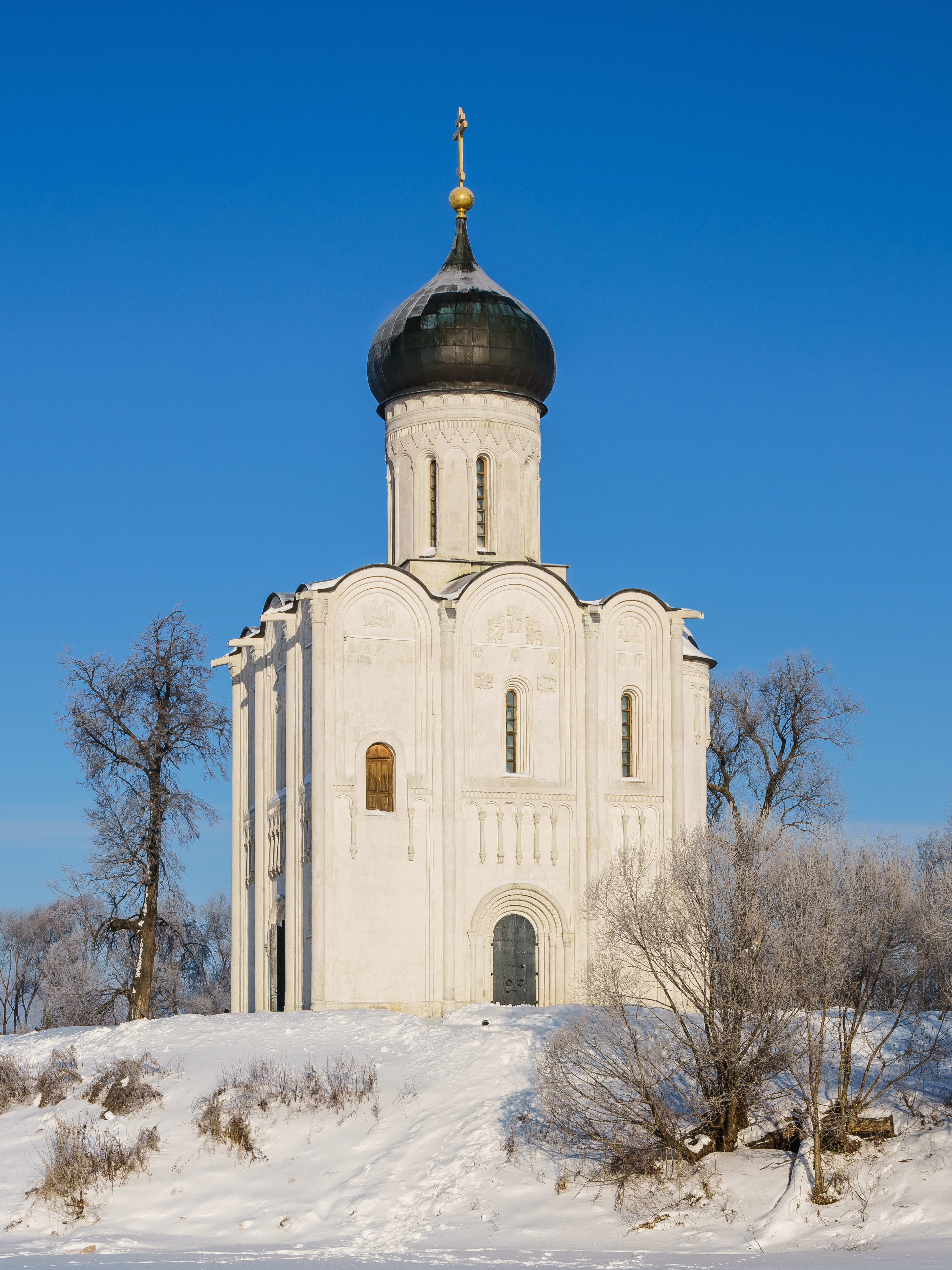

涅爾利河畔代禱教堂（羅馬化：Tserkov Pokrova na Nerli）是位於俄羅斯博戈柳博沃的一座中世紀時期的東正教教堂。涅爾利代禱教堂用白色石頭修築而成，以弗拉基米爾和蘇茲達爾的白色古蹟群的名義被列入世界文化遺產。